# Der Vogelhändler
Le Marchand d'oiseaux

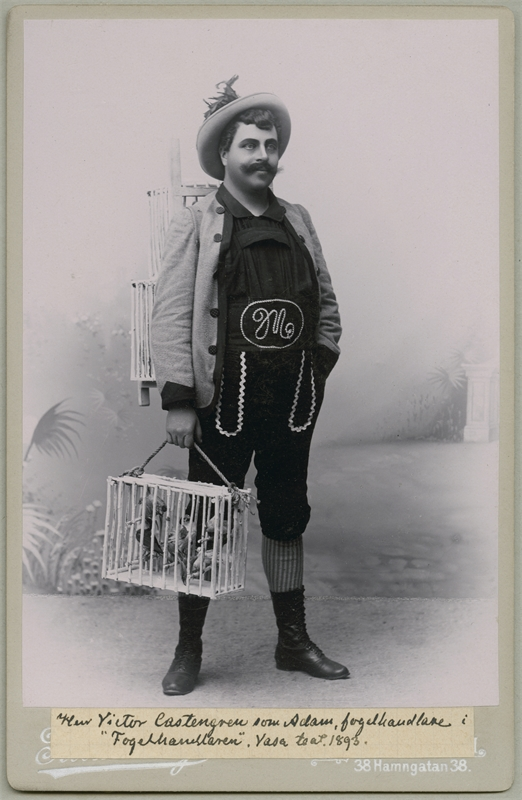
Victor Castegren dans le rôle-titre du Marchand d'oiseaux

Der Vogelhändler (Le Marchand d'oiseaux) est une opérette en trois actes de Carl Zeller, sur un livret de Moritz West (Moritz Nitzelberger) et Ludwig Held, basé sur le vaudeville Ce que deviennent les roses de Victor Varin et Edmond de Biéville.
Elle fut créée à Vienne le 10 janvier 1891 au Theater an der Wien.